# 東千石町
東千石町（ひがしせんごくちょう）は、鹿児島県鹿児島市の町。旧薩摩国鹿児島郡鹿児島城下東千石馬場町、鹿児島市東千石馬場町。郵便番号は892-0842。人口は733人、世帯数は466世帯（2020年10月1日現在）。東千石町の全域で住居表示を実施している。

## 地理
鹿児島市の中央部、甲突川下流域に位置している。町域の北方には照国町、南方には山之口町、西方には西千石町、千日町、東方には中町がそれぞれ接している。
北端には鹿児島県道24号鹿児島東市来線（千石馬場通り）が通っており、南端には鹿児島県道21号鹿児島中央停車場線及び鹿児島市電が通っており、町域内には天文館通電停が所在している。
中町や金生町などとともに、天文館の一部を形成しており、照国町交差点より天文館交差点、国道225号の御着屋交差点から天神馬場通りがアーケード通りとなっている。

### 町名の由来
東千石町という町名は、江戸時代に「千石取り」以上の武士が居住する武家屋敷があった地域を千石と呼び、鹿児島城（鶴丸城）を中心として千石の東方に分けたことに由来する。

## 歴史

### 成立から市制施行まで
江戸時代は鹿児島城下の士屋敷であり、主に上級武士の住居地域であった。また町内には御着屋と呼ばれる他国使者等を接待する客舎があった。また御着屋は米などの食料を調える場所でもあった。
明治初期より東千石馬場町と称していた。

### 市制施行以後
1888年（明治21年）に公布された市制（明治21年法律第1号）に基づき、1889年（明治22年）2月2日に官報に掲載された「 市制施行地」（内務省告示第1号）によって鹿児島が市制施行地に指定された。3月5日には鹿児島県令第26号によって鹿児島郡のうち50町村が市制による鹿児島市の区域と定められ、4月1日に市制が施行されたのに伴い、鹿児島郡50町村（山下町、平之馬場町、新照院通町、長田町、冷水通町、上竜尾町、下竜尾町、池之上町、鼓川町、稲荷馬場町、清水馬場町、春日小路町、車町、恵美須町、小川町、和泉屋町、浜町、向江町、栄町、柳町、易居町、中町、金生町、東千石馬場町、西千石馬場町、汐見町、泉町、築町、生産町、六日町、新町、松原通町、船津町、呉服町、大黒町、堀江町、住吉町、新屋敷通町、加治屋町、山之口馬場町、樋之口通町、薬師馬場町、鷹師馬場町、西田町、上之園通町、高麗町、下荒田町、荒田村、西田村、塩屋村）の区域より鹿児島市が成立した。それまでの東千石馬場町は鹿児島市の町「東千石馬場町」となった。1899年（明治32年）には従来の町名より馬場の名称を削除し、「東千石町」に改称した。
1910年（明治43年）の「鹿児島案内記」によると、当該区域は商業の中心としてにぎわいを見せていると記されており、現在も天文館の一部を構成している。
1962年（昭和37年）に住居表示に関する法律が施行されたのに伴い、鹿児島市は鹿児島市街地域の住居表示に着手した。1965年（昭和40年）には中央地区で住居表示実施に伴い町の再編が行われ、東千石町の全域で住居表示が実施された。

## 人口

### 資料統計
| 統計年次〔年〕     | 世帯数〔世帯〕 | 総人口〔人〕 | 備考  |
| ------------------ | -------------- | ------------ | ----- |
| 明治10年代         | 982            | -            | [ 3 ] |
| 1908年（明治41年） | 482            | 2,130        | [ 3 ] |
| 1922年（大正11年） | 486            | 2,130        | [ 3 ] |
| 1935年（昭和10年） | 505            | 3,405        | [ 3 ] |

### 国勢調査
以下の表は国勢調査による小地域集計が開始された1995年以降の人口の推移である。
| 年                 | 人口 |
| ------------------ | ---- |
| 1995年（平成7年）  | 878  |
| 2000年（平成12年） | 842  |
| 2005年（平成17年） | 691  |
| 2010年（平成22年） | 814  |
| 2015年（平成27年） | 653  |
| 2020年（令和2年）  | 733  |

## 施設

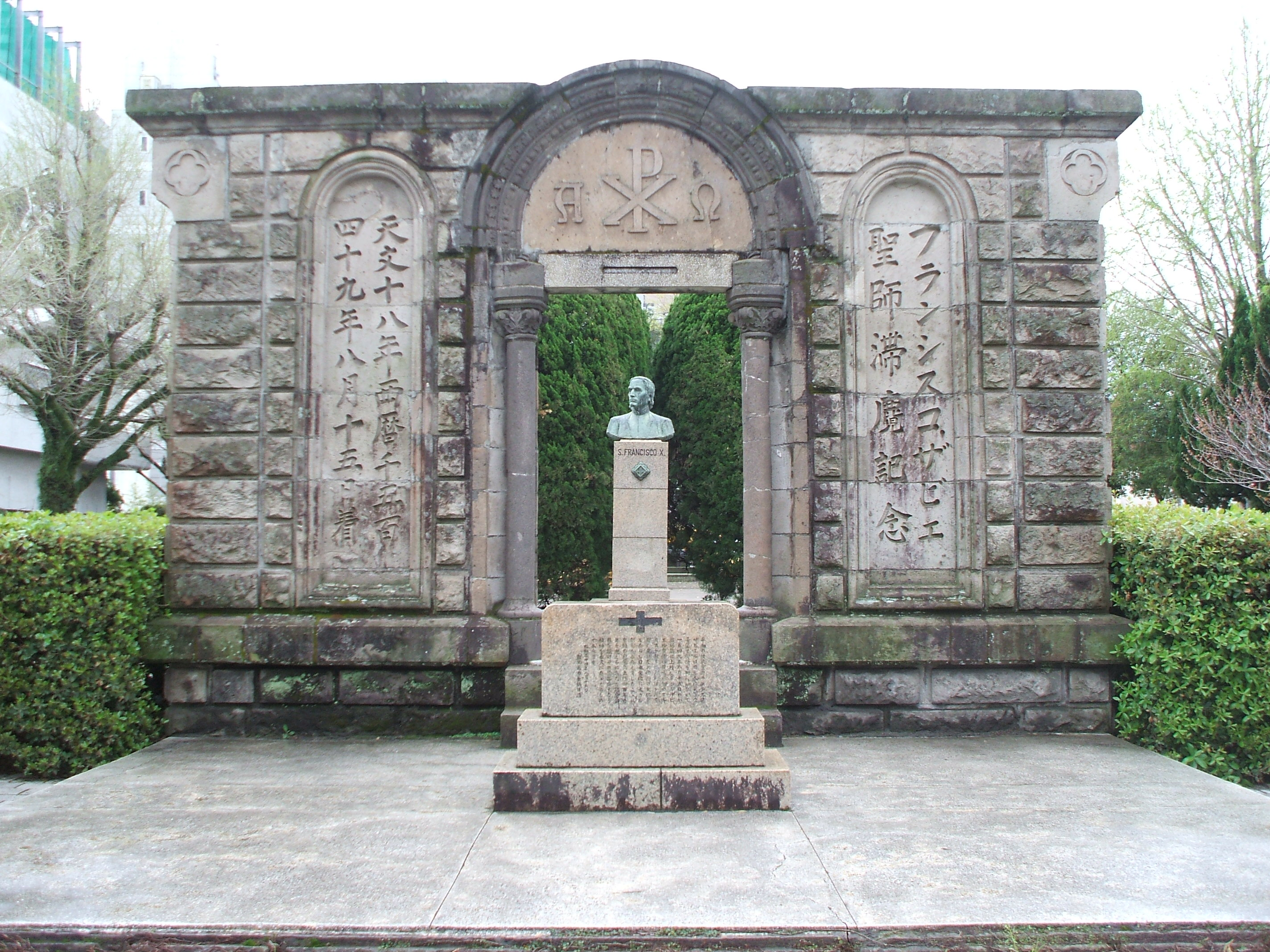
ザビエル公園内にあるザビエル来鹿記念碑

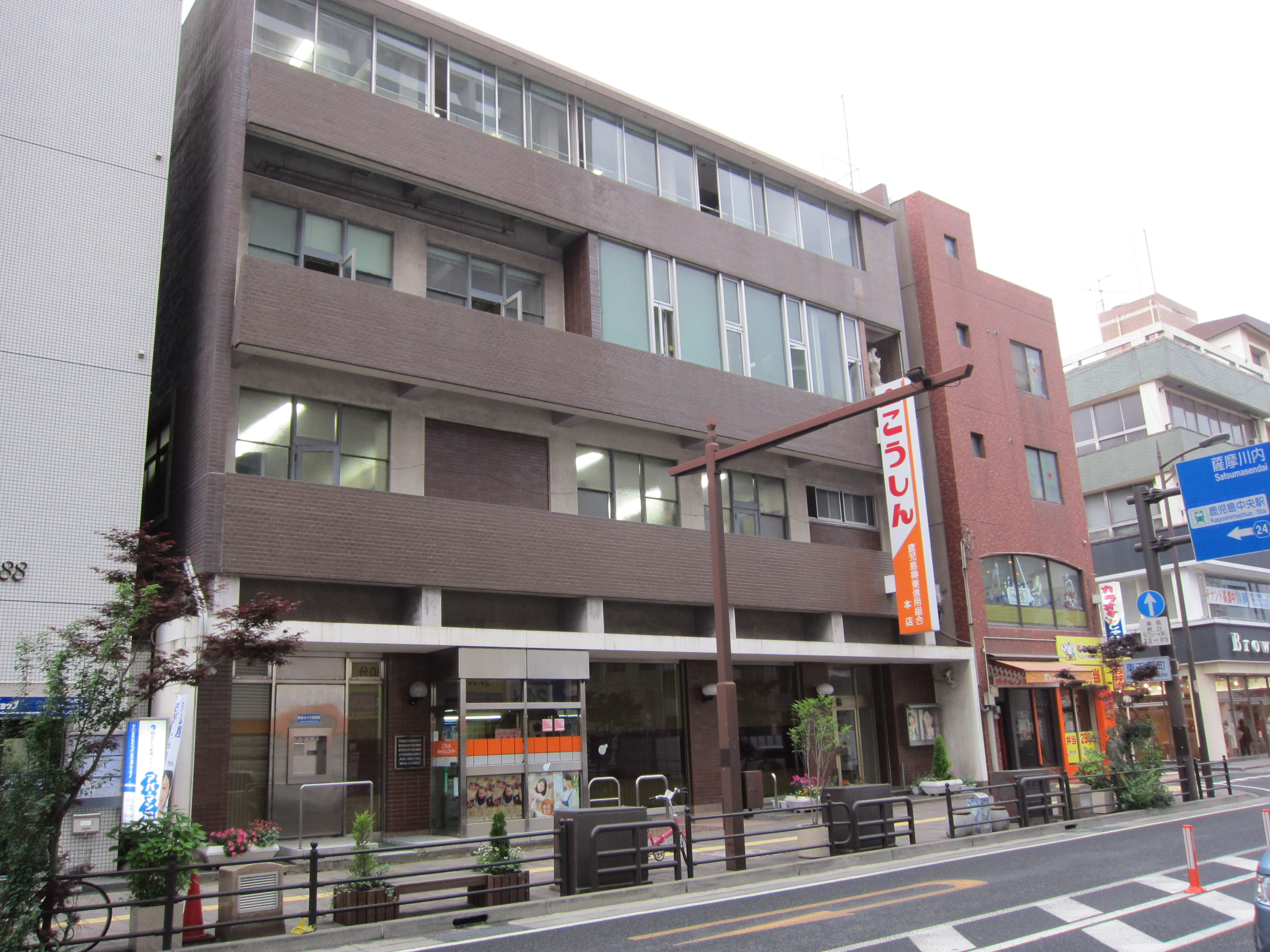
鹿児島興業信用組合本店

### 公園
- ザビエル公園

### 郵便局
- 東千石郵便局

### 金融
- 鹿児島興業信用組合本店
- 鹿児島銀行天神馬場支店
- 日本銀行鹿児島支店 - 1943年4月から1973年まで存在した[16]。現在は鹿児島商工会議所ビル（愛称アイム）[17]が建つ。

### 報道
- 朝日新聞鹿児島総局
- エフエム鹿児島

### 寺社
- 浄土真宗本願寺鹿児島別院
- 千石天神[18]（北緯31度35分28.9秒 東経130度33分12.3秒 / 北緯31.591361度 東経130.553417度）

### 石碑
- ザビエル滞鹿記念碑[19] - ザビエル公園。
- 黒田清輝生誕地[20][注釈 1]。鹿児島商工会議所ビルの前。（北緯31度35分23.2秒 東経130度33分10.2秒 / 北緯31.589778度 東経130.552833度）
- 「黒田清輝、桜島の噴火を描く」碑[21]鹿児島商工会議所ビルの前。
- 天文館跡の碑[22]。（北緯31度35分30.1秒 東経130度33分16.1秒 / 北緯31.591694度 東経130.554472度）
- 「重豪、薩摩の科学技術の礎を築く」碑[23]（北緯31度35分30.1秒 東経130度33分16.1秒 / 北緯31.591694度 東経130.554472度）

### その他
- 示現流兵法所史料館
- 南国タクシー本社営業所

## 小・中学校の学区
市立小・中学校に通う場合、学区（校区）は以下の通りとなる。
| 町丁     | 番・番地 | 小学校               | 中学校               |
| -------- | -------- | -------------------- | -------------------- |
| 東千石町 | 19-21    | 鹿児島市立名山小学校 | 鹿児島市立長田中学校 |
| 東千石町 | その他   | 鹿児島市立山下小学校 | 鹿児島市立甲東中学校 |

## 交通

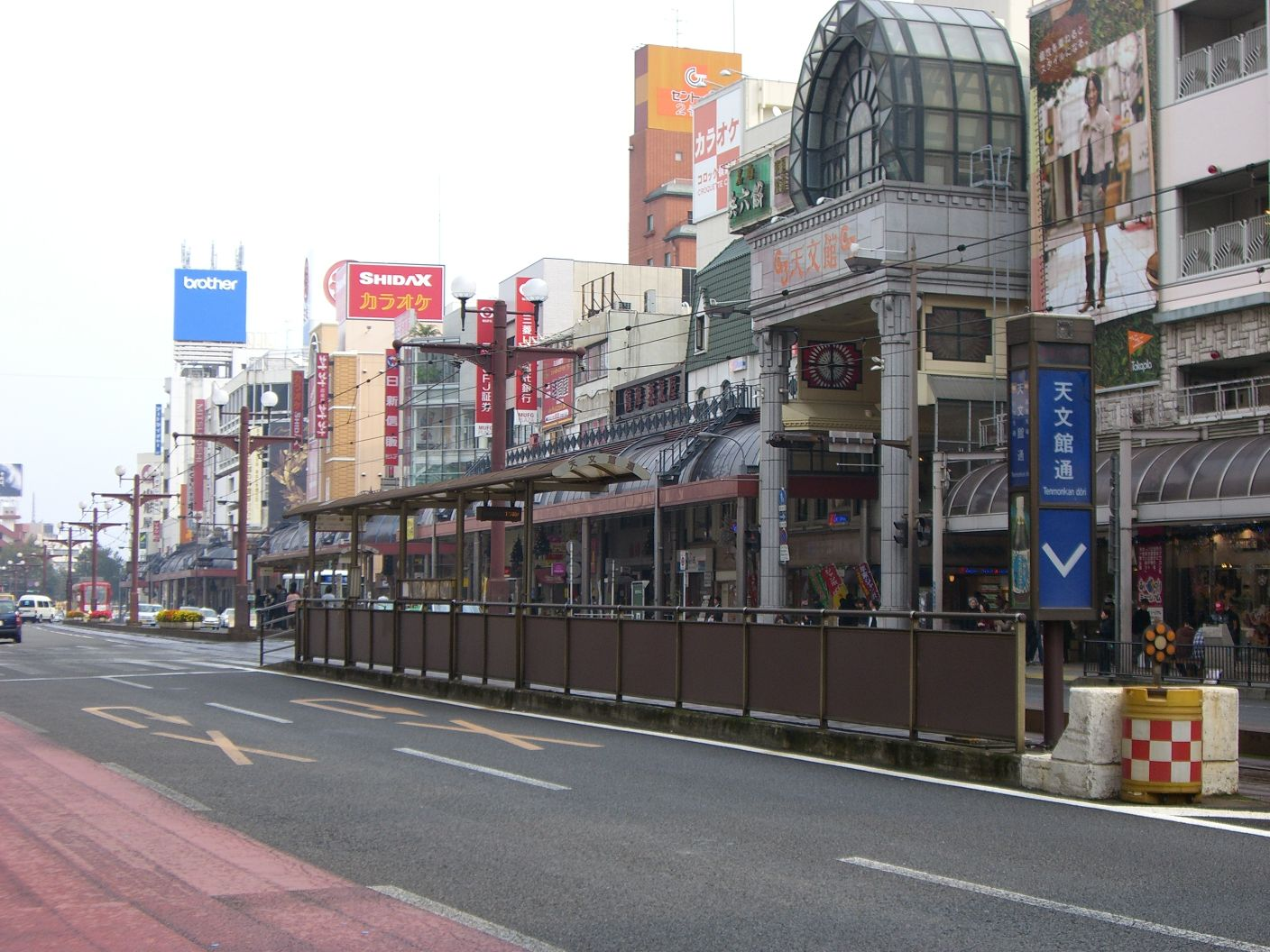
天文館通電停

### 道路
一般国道
- 国道58号
- 国道225号（国道226号との重複区間）

主要地方道
- 鹿児島県道21号鹿児島中央停車場線
- 鹿児島県道24号鹿児島東市来線

### 鉄道
鹿児島市交通局鹿児島市電1系統、鹿児島市電2系統
- 天文館通電停

## 出身著名人
- 野村綱（鹿児島県会議長・教育者）

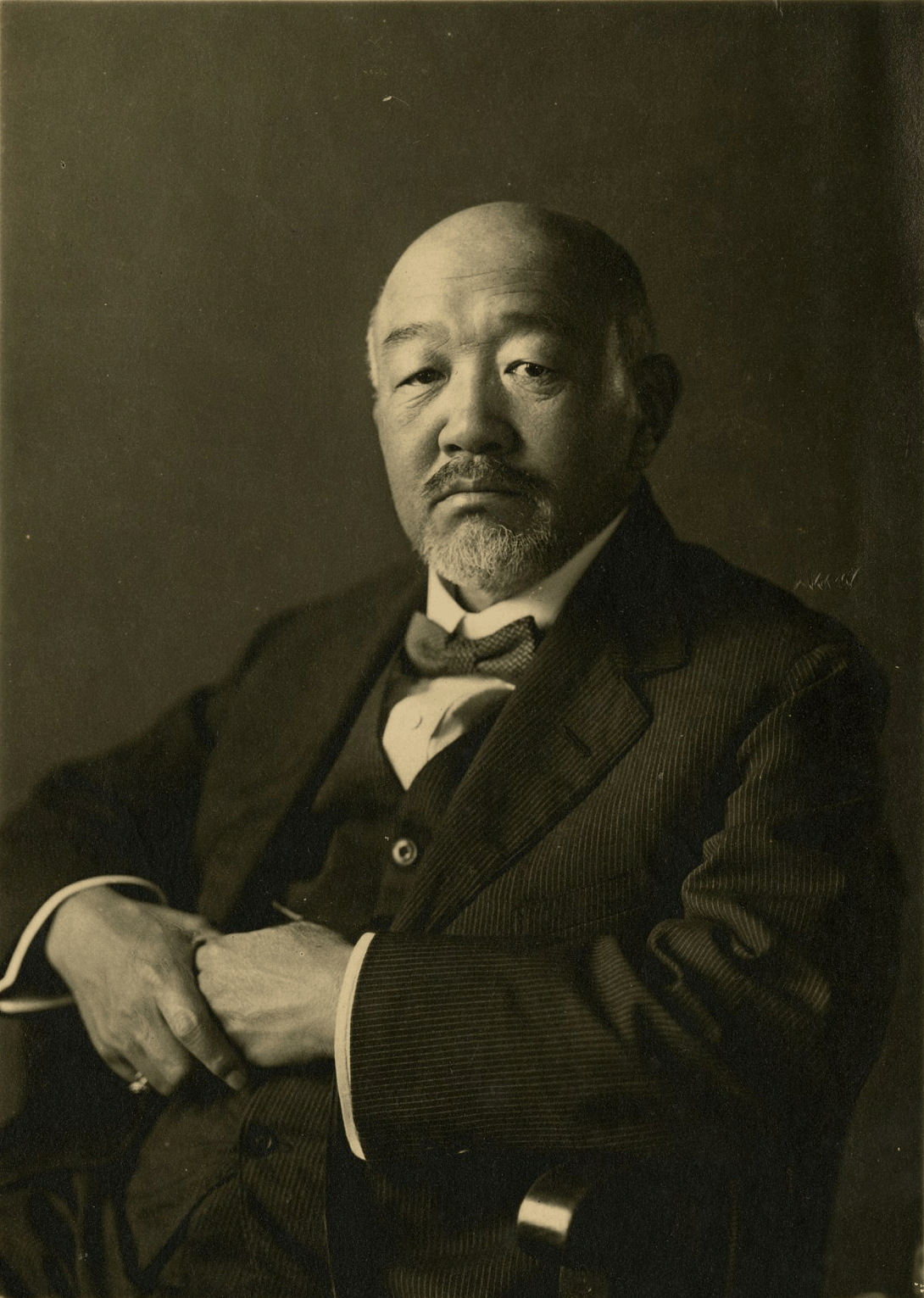
黒田清輝

- 久米田新太郎（政治家・実業家）[25]
- 黒田清輝（洋画家・政治家）[20]
- 山下秀之助（医師・歌人）[26]